# Hávarður
Hávarður (Havardhur, n. 960) fue un vikingo y bóndi de Ísafjörður en Islandia. Es el personaje principal de la saga de Hávarðar Ísfirðings, donde menciona su pasado como guerrero en las islas británicas. Se casó con Bjargey Valbrandsdóttir (n. 968), hija de Valbrandur Eyvindsson (n. 938) de Sudur-Mulasýsla, y de esa relación nació Ólafur skáld Hávarðsson (990 - 1001, apodado el escaldo), que fue asesinado por Þorbjörn Þjóðreksson, rival de su padre.